# 5M15
5M15 är en typ av raketmotor som drivs med flytande metan. Den utvecklades av Alliant Technologies och XCOR Aerospace. Utvecklingen finansierades av NASA som ett tidigt steg i utvecklingen av rymdfarkosten Orion och för att se om kombinationen av flytande metan och syre fungerar bra i praktiken. Tanken med denna raket är att det ska vara möjligt att återfylla den med bränsle som kan produceras utanför jorden.